# Hyadina flavipes
Hyadina flavipes är en tvåvingeart som beskrevs av Sturtevant och Wheeler 1954. Hyadina flavipes ingår i släktet Hyadina och familjen vattenflugor. Inga underarter finns listade i Catalogue of Life.